# Syfax
Syfax var kung över massylierna i Nordafrika under 200-talet f.Kr..
Efter att inledningsvis ha slagits med romarna mot Karthago under det andra puniska kriget bytte han sida och besegrades av Scipio Africanus. Han dog som romersk fånge i Tibur 203 eller 202 f.Kr.. Han var make till Sofonisba.